# ジブリル・シセ
ジブリル・シセ（Djibril Cissé フランス語発音: [dʒibʁil sise], 1981年8月12日 - ）は、フランス・アルル出身の同国代表の元サッカー選手。ポジションはFW。

## 経歴
イスラム教徒の両親に生まれたが、後にキリスト教に改宗した。
1989年、地元のチームACアルル・アヴィニョンにて8歳のときサッカーを本格的に始める。1996年にニーム・オリンピックを経て、AJオセールのユースチームに所属。2年後の1998年にプロデビューを果たした。
2001-02シーズンに22ゴールを挙げ初のリーグ・アン得点王に輝く。翌2002-03シーズンは得点王を逃すものの、2003-04シーズンに26ゴールで得点王に返り咲き、チームのUEFAカップ出場権獲得に貢献した。
2004年7月1日、かねてから移籍が噂されていたイングランドのリヴァプールFCに移籍した。移籍直後はプレミアリーグ独特のスピーディかつアグレッシヴなゲーム展開、そしてラファエル・ベニテス監督の唱えるサッカーにもなかなか馴染めず、スタメンから遠ざかる日々が続いた。さらに12月には「もしピッチ上で適切な応急処置が行われていなかったら再起不能だった」とまで言われた程の酷い怪我（左足腓骨・脛骨の同時骨折）を負うなど苦難続きだったが、怪我の癒えた2005-06シーズンからは徐々に本来の実力を発揮しつつあった。
しかし、2006年W杯ドイツ大会開幕を直前に控えた中国との親善試合で再び骨折し、本大会への出場は出来なかった。
2006年7月13日、オリンピック・マルセイユにレンタル移籍して母国復帰。2007年7月8日にマルセイユと5年契約を結んだ。移籍金は600万ポンド。
2008年8月5日にサンダーランドAFCへのレンタル移籍が決定し、再度イングランドへ。サンダーランドでは35試合に出場し10得点を挙げる活躍をみせた。
2009年7月26日、移籍金800万ユーロの4年契約でギリシャ・スーパーリーグのパナシナイコスFCへと移籍した。初年度からリーグ戦23得点を挙げて得点王を獲得。チームの2冠達成に大きく貢献した。この活躍により一時は遠ざかっていたフランス代表にも復帰し、2010 FIFAワールドカップのメンバーにも選出されたが、チームは1勝もできずグループリーグ敗退に終わった。
2010年冬、人種差別を受けていることを理由に、今シーズン限りでパナシナイコスを退団する意向を明らかにした。
2011年7月12日、移籍金580万ユーロの4年契約でイタリアのSSラツィオに移籍。自身初となるセリエA挑戦だったが、左右のウィングで使われることが多く開幕戦の1ゴールに留まった。2012年1月31日にクイーンズ・パーク・レンジャーズFCへ2年半契約で移籍。三度イングランドでプレーすることになった。ハーフシーズンで2度のレッドカードで合計7試合に出場できなかったが、8試合で6ゴールをあげる活躍で結果的にQPRを残留に導いた。2013年7月3日、ロシア・プレミアリーグのFCクバン・クラスノダールへ完全移籍。契約期間は1年+1年の延長オプション付き。2014年1月1日、SCバスティアに移籍し、5年半ぶりにリーグ・アンに復帰した。2014-2015シーズン終了後に退団。2015年6月、レユニオン・プレミアリーグのサン＝ピエロワーズと9月からの1ヶ月契約を結んだ後、同年10月19日に現役引退を発表した。

## エピソード
- 2005年時点でadidas社のスパイクを着用していてadidasのテレビCMに度々登場する。
- 奇抜なヘア・スタイルをするとともに、自身のアパレル・ブランド「KLUBB9」を開設している。
- 2007年公開のフランス映画「TAXi 4」に本人役でカメオ出演。
- 上半身全体を覆うようなタトゥーを入れている。
- 料理人の松嶋啓介と親交がある[8]。
- 2015年10月に元同僚のフランス代表のマテュー・ヴァルブエナの性行為を映した映像を巡っての一連の恐喝容疑により仲間とともに一時、警察当局に身柄を拘束されたと報じられている[9]。
- 現役引退後は、コンサートDJとして活躍している[10]。
- 『キャプテン翼』の日向小次郎がプリントされたシューズを持っている。[11]

## 代表歴

### 出場大会
- フランス代表
  - 2002 FIFAワールドカップ
  - 2010 FIFAワールドカップ

### 試合数
- 国際Aマッチ 41試合 9得点（2002年-2011年）[12]

| フランス代表 | 国際Aマッチ | 国際Aマッチ |
| 年           | 出場        | 得点        |
| ------------ | ----------- | ----------- |
| 2002         | 7           | 1           |
| 2003         | 9           | 2           |
| 2004         | 3           | 1           |
| 2005         | 8           | 5           |
| 2006         | 3           | 0           |
| 2007         | 5           | 0           |
| 2008         | 2           | 0           |
| 2009         | 0           | 0           |
| 2010         | 3           | 0           |
| 2011         | 1           | 0           |
| 通算         | 41          | 9           |

## タイトル
代表
- 2003年FIFAコンフェデレーションズカップ2003優勝

クラブ
- 2001-02シーズン フランス・リーグ・アン得点王（22得点）
- 2003-04シーズン フランス・リーグ・アン得点王（26得点）
- 2004-05シーズン UEFAチャンピオンズリーグ優勝
- 2005-06シーズン FAカップ優勝
- 2009-10シーズン ギリシャ・スーパーリーグ優勝
- 2009-10シーズン ギリシャ・スーパーリーグ得点王（23得点）
- 2009-10シーズン ギリシャ・ギリシャカップ優勝